# Re minore

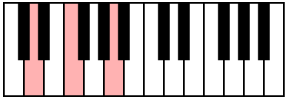
L'accordo di re minore (triade) è composto da Re-Fa-La.

La tonalità di re minore (D minor, d-Moll) è incentrata sulla nota tonica Re. Può essere abbreviata in re m oppure in Dm secondo il sistema anglosassone.                              
La scala minore naturale del re è:
Re, Mi, Fa, Sol, La, Si♭, Do, Re.
L'armatura di chiave è la seguente (1 bemolle):
```

Alterazioni
 (una sola): 
si♭.
```

La rappresentazione coincide con quella della tonalità relativa Fa maggiore.